# ГЕС-ГАЕС Бхіра
ГЕС-ГАЕС Бхіра – гідроелектростанція в центральній частині Індії у штаті Махараштра. Знаходячись перед ГЕС Bhira Tail Race, становить верхній ступінь у гідровузлі, що використовує ресурс річки Мула,  правої притоки Бхіми, яка своєю чергою є лівою притокою Крішни (впадає до Бенгальської затоки на східному узбережжі країни).
Мула, хоча й належить до басейну Бенгальської затоки, проте починається неподалік протилежного, західного узбережжя Індії. Уздовж останнього тягнеться гірська система Західних Гатів, похилий східний схил яких зокрема дренується системою Крішни, а з західного стікають в Аравійське море численні короткі річки. В основу гідровузла Бхіра поклали ідею деривації ресурсу з басейну Крішни на протилежний бік зазначених гір, що дозволяло отримати великий напір завдяки стрімкому пониженню рельєфу в бік Аравійського моря.
В межах проєкту Мулу перекрили мурованою греблею заввишки 49 метрів та завдовжки 1533 метри. За кілька років після сильного землетрусу 1993 року цю споруду підсилили 36 контрфорсами. Гребля утримує водосховище з об’ємом 563 млн м3 (корисний об’єм 523 млн м3) та припустимим коливанням рівня в операційному режимі між позначками 590 та 606 метрів НРМ.
Зі сховища вода через споруджений під водорозділом тунель потрапляє у прокладені по західному схилу гір водоводи завдовжки 1,1 км (загальна довжина дериваційної траси складає 6,5 км). 1927 року машинний зал обладнали п’ятьма турбінами типу Пелтон потужністю по 18 МВт, до яких в 1952-му додали шосту з показником 22 МВт. До 1984-го всі гідроагрегати модернізували з доведенням потужності до 25 МВт. При напорі від 440 до 460 метрів вони забезпечують виробництво 1,2 млрд кВт-год електроенергії на рік.
Відпрацьована вода через канал завдовжки 0,7 км прямує до водосховища греблі Bhira Pickup (використовується в роботі ГЕС Bhira Tail Race). Останнє створили на річці Кундаліка, яка впадає в Аравійське море за 50 км на південь від Мумбаї біля форта Korlai (одне з укріплень періоду португальської експансії в Індію у 16 сторіччі).
У 1997 році комплекс доповнили другим машинним залом з функцією гідроакумуляції. Його розташували поряд з існуючим та обладнали однією оборотною турбіною типу Френсіс потужністю 150 МВт, яка працює при напорі від 476 до 495 метрів. При цьому верхній резервуар облаштували вище по гірському схилу, неподалік місця, де дериваційний тунель першої станції переходить у водоводи.
Можливо відзначити, що гідровузол Бхіра не єдиний в Махараштрі, який використовує деривацію між басейнами Бенгальської затоки та Аравійського моря — за подібною схемою працюють й інші станції, наприклад, Койна, Khopoli, Бхівпурі.